# Kociha
Kociha – wieś (obec) na Słowacji położona w kraju bańskobystrzyckim, w powiecie Rymawska Sobota. Pierwsze wzmianki o miejscowości pochodzą z roku 1298. 
Według danych z dnia 31 grudnia 2012, wieś zamieszkiwało 218 osób, w tym 113 kobiet i 105 mężczyzn.
W 2001 roku rozkład populacji względem narodowości i przynależności etnicznej wyglądał następująco:
- Słowacy – 97,85%
- Czesi – 0,43%
- Niemcy – 0,43%
- Romowie – 0,86%

Ze względu na wyznawaną religię struktura mieszkańców kształtowała się w 2001 roku następująco:
- Katolicy rzymscy – 71,24%
- Ewangelicy – 16,74%
- Ateiści – 9,44%
- Przedstawiciele innych wyznań – 0,43%
- Nie podano – 2,15%